# Dan Donegan

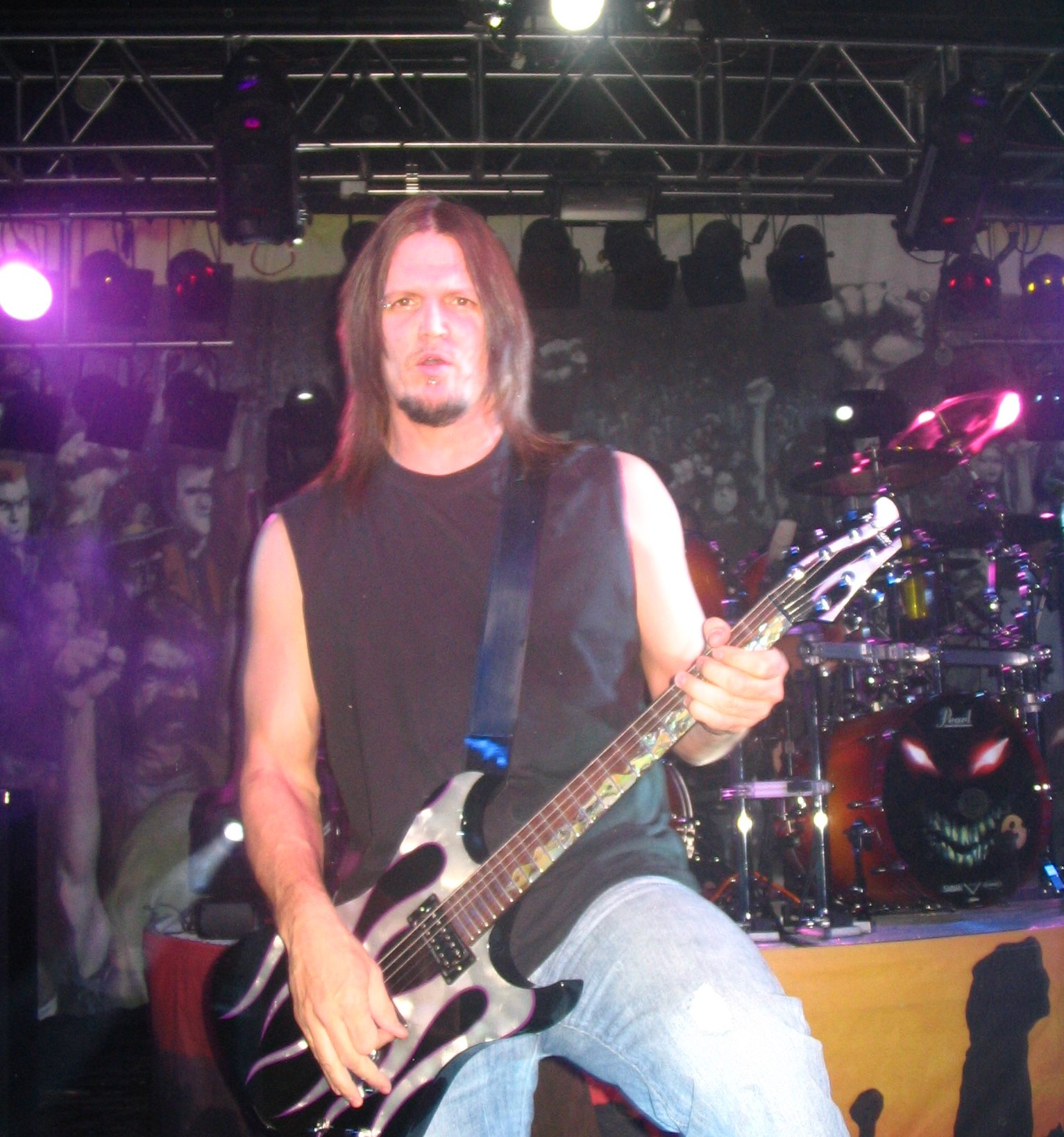

Dan Donegan, (1 augustus 1968) is de gitarist van de nu metal-band Disturbed.
Hij werd geboren in Oak Lawn, Illinois, maar verhuisde later naar Alsip, Illinois waar hij opgroeide. Op dit moment woont hij in Chicago, Illinois. Hij zegt zelf dat zijn muziek het meest beïnvloed is door Metallica, Black Sabbath, KoRn, Machine head en Sevendust. 
Tegenwoordig haalt hij zijn inspiratie meer uit de muziek van KoЯn, Machine Head, Slipknot, Static-X en Staind.
- International Standard Name Identifier: 0000 0000 5828 2128
- MusicBrainz: 7171ec25-a741-46d5-a4aa-2a0aba8b5b80
- Nationale Bibliotheek van Tsjechië: js20070831003
- Virtual International Authority File: 84263592